# Mark Taché
Mark Taché (* 3. Juli 1959) ist ein ehemaliger US-amerikanischer Skirennläufer. Er gehörte von 1978 bis 1985 dem US-Skiteam an, nahm in dieser Zeit an zwei Weltmeisterschaften teil und erreichte eine Top-10-Platzierung im Weltcup. Danach fuhr er bis 1992 Profirennen.

## Biografie
Mark Tachés Vater Yvan Taché nahm 1950 für Kanada an den Alpinen Skiweltmeisterschaften in Aspen teil. Im Jahr 1960 übersiedelte die Familie in den Wintersportort Aspen. Mark Taché schloss sich dem Aspen Valley Ski Club an und wurde 1978 in das US-Skiteam aufgenommen. Seine ersten großen Erfolge feierte er 1980, als er die Gesamt-, die Abfahrts- und die Riesenslalom-Wertung des Nor-Am Cup sowie die Abfahrt des Roch Cup in Aspen gewann. Im selben Jahr wurde er vom renommierten Ski Racing Magazine als Junior Alpine Skier of the Year ausgezeichnet. Seine einzigen Punkte im Weltcup gewann Taché am 6. März 1984 mit Platz neun im Slalom von Vail. Bei seinen beiden Weltmeisterschaftsteilnahmen blieb er ohne Ergebnis: 1982 schied er in Schladming nach einem zwölften Platz im Kombinationsslalom in der Kombinationsabfahrt aus und 1985 sah er in Bormio im ersten Durchgang des Riesenslaloms nicht das Ziel. Taché beendete 1985 nach acht Jahren im US-Skiteam seine Karriere bei den Amateuren und wechselte zu den Profis. Er fuhr sieben Jahre in der World Pro Ski Tour und erzielte 1987 den zweiten Platz in der Slalomwertung. Ebenfalls 1987 wurde er Zweiter bei der Profi-Weltmeisterschaft in Aspen. 1992 beendete er seine Profi-Karriere.
Von 1992 bis 1995 war Taché Cheftrainer im Aspen Valley Ski Club. Er veranstaltete Skirennen wie das Pro-Am Classic und den Gigantissimo – ein Riesenslalom am Aspen Mountain mit einem Höhenunterschied von 3000 Fuß – mit denen er eine große Summe an Spendengelder für den Club und für die Rennläufer sammelte. Mit seiner Frau Christin Cooper – eine der erfolgreichsten Skirennläuferinnen in der ersten Hälfte der 1980er-Jahre – veranstaltete er ab 1985 Skicamps für Kinder. Ab 1985 war er auch als Manager für seine Neffen, die Surfer Bruce und Andy Irons, tätig. 2006 wurde Taché in die Colorado Ski Hall of Fame aufgenommen.

## Erfolge

### Weltcup
- 1 Platzierung unter den besten zehn

### Nor-Am Cup
- Saison 1979/80: 1. Gesamtwertung, 1. Abfahrtswertung, 1. Riesenslalomwertung